# Ariulf
Ariulf war von 591/592 bis um 601 dux des langobardischen Herzogtums Spoleto.

## Leben
Ariulf wurde nach dem Tod seines Vorgängers Faroald I. zum dux ernannt und unternahm mehrere Feldzüge gegen die Byzantiner unter anderem gegen Ravenna.
In den Jahren 591 bis 592 kämpfte er gegen die Stadt Rom und besiegte die Römer bei Camerinum. Diesen Sieg schrieb er, obwohl er selbst Heide war, dem Bischof und Märtyrer Sabinus zu, dessen Grab sich in Spoleto befand. Er weitete sein Dukat westwärts bis an den Tiber aus während sein Verbündeter Arichis I. von Benevent Neapel bedrängte Papst Gregor schloss mit den Langobarden einen Separatfrieden. Der byzantinische Exarch Romanus, in diesen Frieden nicht eingeschlossen, unternahm einen Feldzug (592–593) bei dem er die Orte Sutrium (Sutri), Polimartium (Bomarzo), Hortas (Orte), Tuder (Todi), Ameria (Amelia), Perusia (Perugia), Luceolis (Cantiano) u. a. zurückeroberte. Nun griff auch König Agilulf ein. Er eroberte Perugia und marschierte auf Rom zu, zog sich dann aber aus unbekannten Gründen zurück. Papst Gregor versuchte erneut einen Friedensvertrag zwischen Agilulf auf der einen, Kaiser Maurikios und dem Exarchen Romanus auf der anderen Seite zu vermitteln.
Im Juni 595 nahm Ariulf Friedensverhandlungen mit Papst Gregor der Große auf, die nach dem Tod des Romanus im Oktober 598 dahingehend zum Abschluss kamen, dass keine weiteren Schritte gegen ihn und seinen Verbündeten Arichis I., den Herzog von Benevent, unternommen würden.
Mit diesem Friedensschluss riskierte der Papst die Ungnade des Kaiser Maurikios, weil er eigenmächtig einen teilweisen Abzug der Langobarden aushandelte und auf ihre Forderung nach einem jährlichen Tribut von 500 Goldpfund einging. Der Vertrag war auf ein Jahr befristet, wurde aber um ein weiteres verlängert.
Nach Ariulfs Tod um 601 kam es zu Nachfolgestreitigkeiten zwischen zwei Söhnen seines Vorgängers Faroald I. in denen sich Theudelapius durchsetzen konnte.